# Doom metal
Doom metal je odnož metalové hudby, která se jako její uznávaný podžánr objevila v polovině 80. let dvacátého století. Je typická pomalejšími rytmy a podladěnými kytarami. Za zakladatele žánru je považována britská kapela Black Sabbath.

## Podrobná historie žánru
Když v polovině 80. let dvacátého století začaly na bázi nové vlny britského heavy metalu (v popředí s kapelami jako Iron Maiden či Judas Priest) vznikat „rychlé“ metalové žánry, v Evropě melodičtější speed/power metal (Helloween), v USA spíše brutálnější thrash metal (Megadeth, Anthrax a další), přirozenou reakcí bylo oživení „pomalé“ odnože metalu. Začaly vznikat kapely, které svoji hudbu popisovaly jako doom (překlad: zánik, beznaděj, osud …) metal. Po hudební stránce tyto kapely vycházely z převážně pomalých a hutných kytarových riffů Black Sabbath. V Evropě byly nejvýznamnějšími seskupeními zastávajícími tento žánr švédští Candlemass (s kultovními alby Epicus Doomicus Metallicus či Nightfall) a anglická kapela Cathedral. V Americe pak kapely Saint Vitus (legendární album Born Too Late), Trouble a Solitude Aeturnus. Na počátku 90. let se začínají na bázi thrashe vyvíjet black metalové a death metalové kapely, s nimiž přichází hluboký chrčivý zpěv, tzv. growling. Vznikají nové kapely hrající tzv. doom/death metal, které většinou kombinují growling s čistými vokály. Do doom metalové hudby se začínají dostávat netradiční a nemetalové nástroje, jako např. housle, čímž se proslavila kapela My Dying Bride a vznikla tak často používaná nepřesná definice doom metalu jako pomalého death metalu (s houslemi). Dalšími významnými kapelami jsou Paradise Lost nebo Anathema (které se ve druhé polovině 90. let vydaly nemetalovým směrem), později také Katatonia a Saturnus. Skladby často obsahují i akustické nebo naopak rychlejší pasáže, texty jsou většinou lyrické (ukázka viz níže), na rozdíl od původních doom metalových kapel. V dnešní podobě je doom velmi rozvětveným žánrem, v rámci metalu tím zřejmě nejrozvětvenějším. Vznikají nové odnože, doom jako melancholičtější odnož retro rocku, extrémně depresivní funeral či naopak psychodelický space doom. Stále však existují nové kapely, které hrají původní tradiční doom metal (Thunderstorm, Reverend Bizarre, …), či doom/death metal (The Prophecy, Evoken, Winter, …).

## Dělení
Dnes už má tento termín o dost jiný význam než před patnácti lety. Slovo doom metal má široký rozsah a dá se pod ním představit mnoho odlišných stylů, od kapel hrajících revival 70. let (ovlivněných kultem Black Sabbath až tak, že např. používají aparatury ze slavné éry britského kvarteta, např. Witchcraft), přes folk doom kapely s flétnami, psychedelický stoner doom a dunivý sludge doom po extrémně pomalé a atmosférické odnože (funeral doom).

### Traditional doom metal
- Saint Vitus, starší Trouble

### Epic doom
- Candlemass, Solitude Aeturnus, Isole

### Stoner doom
- Sleep, Electric Wizard

### Sludge doom
- Crowbar, Melvins

### Death/doom
- Winter, počáteční Anathema a Paradise Lost, My Dying Bride, Amorphis

### Black/doom
- počáteční Katatonia

### Folk/doom
- Agalloch, Mael Mórdha, Dissolving of Prodigy

### Funeral doom metal
- Ahab, Ennui, Evoken, Nortt, Shape of Despair, Skepticism, Thergothon, Uaral

### Drone doom metal
- Corrupted, Sunn O))), Nadja, KTL, Earth, Khanate, Khlyst, Yhdarl

## Texty
Náměty jsou povětšinou ponurejšího rázu, u prvních kapel se jednalo o vyjádření osobních problémů (např. drogových závislostí) a protiválečné & „společnost kritizující“ texty (Saint Vitus, Count Raven). Přesně po vzoru Black Sabbath. Hodně místa dostává také křesťanská symbolika a později „gotizující“ náměty. Na začátku 90. let s novými žánry se texty stávají lyričtějšími, náměty jsou spíše osobního rázu, mimo vyjádření deprese nebo pohledu na svět také láska (My Dying Bride nebo raná Anathema).
Ukázka části „typického“ doom/death metalového lyrického textu:
Anathema – Shroud of Frost:
I gaze through my window at a world lying under a shroud of frost.

In a forlorn stupor I feel the burning of staring eyes, yet no one is here.

Detached from reality, in the knowing of dreams,

we know the entity of ensuing agony waits to clasp us in its cold breast, in an empty room.

We awake and it's true. I dreamt of the sun's demise, awoke to a bleak morning.

In the emptiness I behled fate for the dead light is a foretelling of what will be…

I saw a soul drift from life, through death, and arrive at Elysian fields in welcoming song.

Yet I stand in a dusk-filled room despondently watching the passing of the kindred spirit…

and there is no song… just a delusion of silence.
Překlad jako "Mrazivý závoj":
Ochromen, hledím z okna na svět, který leží pod pláštěm mrazu.

V bezútěšném omámení cítím jak mne spalují hledící oči, ale přesto tu nikdo není.

Vytržen z reality, ve vědomí snů. Víme, že entita utrpení čeká až nás přimkne na svá

studená prsa v prázdném pokoji.

Probudíme se a je to pravda.

Zdálo se mi o smrti slunce, probudil jsem se do prázdného rána …

V prázdnotě jsem spatřil osud, protože to mrtvé světlo předvídá co bude …

Viděl jsem duši jak se smrtí vytrácí ze života a odchází do Elysejských polí vítána písní,

ale přesto stojím v pokoji naplněném soumrakem, sklesle pozoruji odchod spřízněné duše…

A nezní žádná píseň… jen klam ticha.